# Psectrocladius villosicornis
Psectrocladius villosicornis är en tvåvingeart som beskrevs av Jean-Jacques Kieffer 1921. Psectrocladius villosicornis ingår i släktet Psectrocladius och familjen fjädermyggor.
Artens utbredningsområde är Polen. Inga underarter finns listade i Catalogue of Life.